# Ханда (остров)
Ханда (англ. Handa; гэльск. Eilean Shannda) — остров в нескольких сотнях метров от северо-западного побережья Шотландии, административно входит в состав области Хайленд.

## География
Площадь острова 309 га, наивысшая точка 123 м.

## История
Был населен с древнейших времен до середины XIX века, когда жители были вынуждены покинуть остров из-за голода, вызванного эпидемией картофельного фитофтороза. Издавна использовался как место захоронения, потому что волки на большой земле раскапывали могилы.

## Охрана природы
По данным благотворительного фонда защиты дикой природы Шотландии, на острове проживает 100 000 разнообразных птиц. По данным фонда, ежегодно понаблюдать за птицами на остров приезжают до 6 тысяч человек.

## Транспорт
Соединен паромной переправой с поселком Тарбет.